# Joanna z Orvieto
Joanna z Orvieto (ur. ok. 1264 w Carnaiola; zm. 23 lipca 1306) – błogosławiona Kościoła katolickiego, włoska tercjarka dominikańska, mistyczka.

## Życiorys
Urodziła się w Carnaiola niedaleko Orvieto. Gdy miała 5 lat została osierocona. Po odrzuceniu propozycji małżeństwa udała się do Orvieto, gdzie wstąpiła do tercjarek dominikańskich. Służyła pomocą biednym. Doznawała przeżyć mistycznych. Zmarła 23 lipca 1306 r.
Jej kult zatwierdził Benedykt XIV 11 września 1754.